# A holtsáv (film)
A holtsáv (eredeti cím: The Dead Zone) 1983-ban bemutatott amerikai sci-fi-filmthriller, melyet David Cronenberg rendezett. A forgatókönyvet Jeffrey Boam írta, Stephen King azonos című regénye alapján. A főbb szerepekben Christopher Walken, Brooke Adams, Tom Skerritt, Herbert Lom, Martin Sheen, Anthony Zerbe és Colleen Dewhurst látható. A film egy tanárról szól, aki egy baleset hatására különös látnoki képességekre tesz szert.

## Cselekmény
John Smith vidéki, fiatal tanárember, aki átlagos életet él. Barátnőjétől elbúcsúzva hazafelé indul kocsijával. Az országúton egy tartálykocsi vezetője elbóbiskol, majd keresztben eléje fordul, John fékezni próbál, de súlyos autóbalesetet szenved. A baleset következtében kómába esik. Öt évvel később ébred fel, azóta barátnője, Sarah máshoz ment férjhez és gyereke is van. Johnny észreveszi, hogy különleges látomásai vannak, ugyanis a kórházban amikor a nővérnek megfogja a kezét, látja maga előtt, amint a nővér kislánya egy égő szobában sikoltozik a sarokban. A nővér hazarohan, és látja, hogy a házuk lángokban áll, de a gyermeke megmenekül.
A baleset okozta képességével számos ember életét befolyásolja, például hosszas vívódás után egy sorozatgyilkost segít leleplezni (az illető rendőr és öngyilkos lesz, amikor rájön, hogy John felismerte a látomásában). Majd 
megmenti egy magántanulója életét, aki a hokicsapatával együtt megfulladt volna egy tóban, amikor a jég beszakad alattuk. Mivel a fiú apja nem hisz neki, ezért nem értesíti a többieket, így két másik gyerek meghal.
Egyik nap egy feltörekvő, gátlástalan politikussal, Greg Stillsonnal fog kezet, és rájön, hogy a férfi valamikor a jövőben az Egyesült Államok elnökeként kirobbantja a harmadik világháborút. Úgy érzi, valamit tennie kell, hogy ezt megakadályozza. Mivel a világ sorsa forog kockán és itt nem igazán van lehetősége meggyőzéssel változtatni az eseményeken, úgy dönt, hogy a férfit saját maga teszi el láb alól. Egy gyűlésen egy puskából rálő Stillsonra, de elvéti, mert az emelvényen ott van Sarah is a gyerekével, és rákiált Johnra, amikor az lőni akar. Johnny meghal, de célját így is elérte: Stillson az első lövés után Sarah gyermekét kapta fel és tartotta maga elé pajzsnak; az erről készült fénykép véget vet politikai karrierjének. A haldokló Johnny előre látja egy újság címlapját, és tudja, hogy Stillson öngyilkos lesz.

## Szereplők
| Színész            | Szerep                               | Magyar hang       |
| ------------------ | ------------------------------------ | ----------------- |
| Christopher Walken | Johnny Smith                         | Lux Ádám          |
| Martin Sheen       | Greg Stillson szenátorjelölt         | Dörner György     |
| Brooke Adams       | Sarah Bracknell, Johnny barátnője    | Kéri Kitty        |
| Tom Skerritt       | George Bannerman seriff              | Balázsi Gyula     |
| Herbert Lom        | Dr. Sam Weizak, Johnnyt kezelő orvos | Kertész Péter     |
| Anthony Zerbe      | Roger Stuart                         | Ujréti László     |
| Simon Craig        | Chris Stuart                         | Czető Roland      |
| Nicholas Campbell  | Frank Dodd tiszthelyettes            | Bozsó Péter       |
| Colleen Dewhurst   | Henrietta Dodd                       | Illyés Mari       |
| Sean Sullivan      | Herb Smith, Johnny apja              | Dobránszky Zoltán |
| Jackie Burroughs   | Vera Smith, Johnny anyja             | Pásztor Erzsi     |
| Kovács Géza        | Sonny Elliman                        | Széles Tamás      |